# Vell del mar
El Vell del mar és una llegenda barcelonina de l'època de la industrialització espanyola.
Segons la mitologia catalana, abans de la industrialització de Barcelona, per la platja de la Mar Bella, passejava un home vell que, de dia, era com la resta dels mortals. Sempre duia la mateixa roba, que feia olor de mar tant a l'estiu com a l'hivern; no portava pas mai sabates i els cabells blancs i la barba sempre els portava despentinats. Mai parlava directament amb ningú, tan sols caminava per la sorra i saludava a tothom amb qui es topava. Tot sovint, solia parlar amb els pescadors que antigament vivien vora l'illa de Maians, actualment el barri de la Barceloneta, i els ajudava a arrossegar la barca cap a la sorra quan tornaven de la pesca, demostrant així una força impròpia per una persona de la seva edat.
La gent no sabia d'on era, ni per què cada dia passejava per la platja, però les poques persones amb qui parlava en deien que era un home molt savi i amable, coneixedor dels secrets del mar així com els de la terra, i que, fins i tot, tenia la capacitat de parlar amb els peixos i les gavines. Però el que poques persones coneixien és que, a la nit, quan la lluna ja era amunt del cel, el vell es llençava al mar. Dins l'aigua, el cos se li cobria d'escames argentades, els cabells i la barba d'algues verdes i petxines blanques i, d'aquesta manera, s'allunyava nedant cap al fons del mar per no tornar fins l'endemà un altre cop sota la forma d'un vell qualsevol.
Un bon dia, el vell deixà d'aparèixer per les platges de Barcelona. Hi ha qui diu que això va ser degut al fet que l'home, amb la industrialització, es va allunyar envers la natura i que, per tant, els seus esperits li van donar l'esquena.